# Everything at Once (Travis)
Everything at Once è un album in studio del gruppo musicale scozzese Travis, pubblicato nel 2016.

## Tracce
1. What Will Come – 2:56
2. Magnificent Time – 2:50
3. Radio Song – 2:59
4. Paralysed – 2:49
5. Animals – 3:43
6. Everything at Once – 2:59
7. 3 Miles High – 2:46
8. All of the Places – 3:31
9. Idlewild (feat. Josephine Oniyama) – 3:52
10. Strangers on a Train – 4:52